# Chascotheca
Chascotheca är ett släkte av emblikaväxter. Chascotheca ingår i familjen emblikaväxter.
Kladogram enligt Catalogue of Life:
| Chascotheca | \| \| Chascotheca neopeltandra \| \| \| \| \| \| Chascotheca triplinervia \| \| \| \| |
|             | \| \| Chascotheca neopeltandra \| \| \| \| \| \| Chascotheca triplinervia \| \| \| \| |
|             | Chascotheca neopeltandra                                                              |
|             |                                                                                       |
|             | Chascotheca triplinervia                                                              |
|             |                                                                                       |